# 9340 Williamholden
A 9340 Williamholden (ideiglenes jelöléssel 1991 LW1) egy kisbolygó a Naprendszerben. Eric Walter Elst fedezte fel 1991. június 6-án.